# Blaugrüner Reif-Täubling
Der Blaugrüne Reif-Täubling (Russula parazurea) ist ein Pilz aus der Familie der Täublingsverwandten. Der mittelgroße Täubling hat einen mehr oder weniger trüb blaugrün gefärbten, matten und meist deutlich bereiften Hut und mild schmeckendes Fleisch. Das Sporenpulver ist blass cremefarben. Mikroskopisch auffallend sind die relativ kleinen, netzig ornamentierten Sporen und die zylindrischen bis keuligen, oben teilweise eingeschnürten Pileozystiden. Der Mykorrhizapilz wächst meist in Laubwäldern gern bei Eichen und Linden auf mehr oder weniger sauren und oft sandigen Böden. Man findet ihn häufig an Wegrändern und in Parks. Er ist in Norddeutschland häufiger als im Süden.

## Merkmale

### Makroskopische Merkmale
Der Hut ist 5–10 cm breit und in seiner Farbe sehr variabel. Julius Schäffer beschreibt ihn als "trüb und dunkel blaugrün bis grünblau (ultramarin), oft ganz bleigrau-schieferblau, typisch satt und dunkel in allen Farben von Sturmwellen und Sturmwolken, selbst mit Übergang zu entsprechendem himmelblau." Manche Exemplare zeigen auch eine dazu kontrastierende bräunliche Eintrübung, die in der Regel von der Hutmitte ausgeht und nur selten bis zum Rand reicht. Bei den graubraunen bis fleischbräunlichen Formen kann es sich aber auch um den Bleibraunen Täubling handeln, eine nah verwandte, neue Täublingsart, die von Schäffer noch nicht abgegrenzt wurde. Bei Trockenheit erscheint die Huthaut matt und grauweißlich bereift, am Rand ist sie bisweilen schorfig. Die namensgebende, grauweißliche Bereifung, die manchmal fast an Schimmel erinnert, kommt vor allem bei jungen Exemplaren vor, bei älteren kann sie verloren gehen. Die Huthaut ist zur Hälfte abziehbar. Die Lamellen sind  blass cremefarben, am Stiel leicht gegabelt und nicht sehr dicht stehend. Der weiße Stiel ist kurz, 5–8 cm lang und 0,7–1,5 cm breit und hat oft braune Flecken. Er ist zylindrisch, bisweilen auch keulig geformt.
Das Fleisch ist dünn, relativ fest, weißlich bis blass cremeocker und schmeckt mild. In den Lamellen kann es (besonders bei jüngeren Exemplaren) auch schärflich schmecken. Der Pilz riecht frisch unauffällig, beim Antrocknen aber unangenehm käsig oder nach Fußschweiß. Das Sporenpulver ist cremefarben.
Die Eisensulfatreaktion ist schwach, meist färbt sich das Fleisch blass gelblich oder orange. Die Guajakreaktion ist verzögert und schwach. Pleurozystiden und Pileozystiden reagieren mit Sulfovanillin schwach und variabel.

### Mikroskopische Merkmale
Die elliptischen Sporen sind 5,7–8,5 µm lang und 5–6,5 µm breit. Die Warzen sind bis zu 0,5 µm hoch, manchmal isoliert, doch meist durch Linien verbunden, die ein fast vollständiges Netzwerk bilden. Die Basidien sind (32) 40–57 µm lang und 7 – 11 µm breit und haben 4 Sterigmen. Die Pleurozystiden, das sind Zystiden in der Lamellenfläche, sind 57–90 µm lang und 7–13 µm breit. Sie sind meist kopfig, appendikuliert oder zugespitzt, die Sulfovanillinreaktion ist schwach.
Die Hyphen-Endzellen haben keine charakteristische Ausprägung. Sie sind selten in kurzen Ketten und wenn, dann sind die Zellen nach außen hin verschmälert oder konisch. Pigmente finden sich in Vakuolen, sind aber niemals membrangebunden. Die Pileozystiden sind bis zu 70(90) µm lang × 6–10 µm breit. Sie sind gekeult, oder fast spindelförmig, zur Spitze hin mehr oder weniger eingeschnürt oder leicht kopfig. Die Sulfovanillinreaktion ist schwach.

## Artabgrenzung
Innerhalb der Sektion Heterophyllae und Griseinae gibt es eine ganze Reihe von ähnlichen Täublingen, die oft nur schwer auseinanderzuhalten sind. Am häufigsten wird der Blaugrüne Reif-Täubling wohl mit dem Frauen-Täubling (Russula cyanoxantha), dem Papageien-Täubling (Russula ionochlora) und dem Grasgrünen Täubling (Russula aeruginea) verwechselt.
Am leichtesten lässt er sich noch vom Frauen-Täubling unterscheiden. Dieser hat elastische, nicht splitternde, sich fettig anfühlende Lamellen. Er reagiert nicht mit Eisensulfat.
Ebenfalls ähnlich kann der Grasgrüne Täubling sein, dessen Hutfärbung stets ohne Blau- oder Violetttöne ist. Zumindest reif sind seine Lamellen ockergelb gefärbt. Er kommt – wie es der Name schon verrät – bevorzugt unter Birken vor.
Der Papageientäubling hat oft einen lila oder rosa violettlich überhauchten Stiel. Das Fleisch verfärbt sich an Fraßstellen rosa bis violettlich.
Allen Dreien fehlt außerdem die weiße Hutbereifung des Blaugrünen Reif-Täublings, leider kann sie bei älteren Exemplaren oder nach einem Regen auch bei diesem fehlen.
Weitere sehr ähnliche, allerdings seltene bis sehr seltene Arten, die in der Regel nur mikroskopisch sicher zu unterscheiden sind, sind folgende:
- Der Enten-Täubling (Russula anatina), er erinnert wegen seines grauoliv bis schwarzgrünen Hutes und seiner deutlich schorfig-mehligen Bereifung sehr stark an den Blaugrünen Reif-Täubling. Er hat aber ein dunkleres Sporenpulver und rein isoliertwarzige Sporen. Er wächst zwar auch unter Eichen, bevorzugt aber Kalkböden.
- Der Schwarzgrüne Täubling (Russula atroglauca) hat durch seinen ähnlich gefärbten, matten Hut eine sehr große Ähnlichkeit. Doch sind seine Haare (Epicutishyphen) in der Huthaut deutlich breiter und seine Sporen mehr gratig und weniger netzartig ornamentiert. Die Art bevorzugt moorige Standorte unter Espen und Birken.
- Der Olivgrüne Täubling (Russula pseudoaeruginea) hat dunkleres Sporenpulver (IIc-d) und tönnchenförmig gegliederte Huthauthaare. Außerdem unterscheidet er sich durch seinen Standort. Er wächst gern in basenreichen Buchenwäldern.
- Der Falsche Frauen-Täubling (Russula medullata) hat ebenfalls einen graugrün gefärbten Hut. Er wächst aber unter Zitterpappeln und hat sehr dunkles Sporenpulver.[6][7]

## Ökologie
Der Blaugrüne Reif-Täubling ist wie alle Täublinge und Milchlinge ein Mykorrhizabildner. Seine bevorzugten Mykorrhizapartner sind Hainbuche (Carpinus betulus), Rotbuche (Fagus sylvatica), Pappel (Populus) und Linde (Tilia) und vor allem die Eiche (Quercus). In der Schweiz findet man ihn auch unter Edelkastanien. Er kommt in Laubmischwäldern, Parkanlagen oder an Wegrändern mit Baumbestand vor. Seltener entdeckt man ihn auch auf Nadelwaldlichtungen oder an Waldrändern unter Kiefern.
Der kalkmeidende Täubling scheint an leichte Sandböden gebunden zu sein. Man findet ihn häufig zusammen mit dem Camembert-Täubling (Russula amoenolens), dem Kratzenden Kamm-Täubling (Russula recondita), dem Papageien-Täubling (Russula ionochlora) und anderen Täublingen, die an sauren Standorten wachsen. Dabei scheint dem Täubling die sandige Oberbodenstruktur wichtiger zu sein als der pH-Wert des Bodens, da er auch auf basenreicheren Sandböden vorkommen kann, während er an sauren Standorten mit dicker Rohhumusdecke fehlt. Die gesellig wachsenden Fruchtkörper erscheinen im Sommer und Herbst, meist von Juni bis Oktober.

## Verbreitung

Europäische Länder mit Fundnachweisen des Blaugrünen Reif-Täublings.
Legende:
Länder mit Fundmeldungen
Länder ohne Nachweise
keine Daten
außereuropäische Länder

Der Blaugrüne Reif-Täubling ist in Nordamerika (USA, Kanada), Nordasien (Korea, Japan), Nordafrika (Marokko) und Europa verbreitet. In Europa liegt sein Verbreitungsschwerpunkt in Nordwest-, Mittel- und Nordeuropa. In den Niederlanden ist der Täubling sehr häufig und im südlichen Norwegen und Schweden ziemlich häufig bis häufig, während er in Finnland (nur wenige Fundnachweise aus Uusimaa) und Estland selten ist. In Schweden wurde der Täubling bis zum 63. Breitengrad nachgewiesen. In Südosteuropa scheint die Art weitgehend zu fehlen, Nachweise gibt es nur aus Bulgarien aus der Znepole-Region und den westlichen Rhodopen.
In Deutschland ist der Blaugrüne Reif-Täubling in West-, Nord- und Ostdeutschland flächendeckend verbreitet und oft recht häufig. In Süddeutschland ist er bei weitem seltener und fehlt vielerorts, besonders in den Kalkgebieten. In Österreich kommt der Täubling selten bis zerstreut vor. Aus den Bundesländern Tirol und Salzburg gibt es keine Nachweise. Auch in Österreich meidet der Täubling die Kalkgebiete und ist am häufigsten am Alpenrand, den Mittelgebirge und dem Hügelland zwischen 300 und 600 m NN. Der Täubling benötigt eine Jahresmitteltemperatur von 7 bis maximal 9 °C. In der Schweiz ist der Täubling recht selten und fehlt vielerorts, am häufigsten ist er noch im Tessin. Auch in der Schweiz bevorzugt der Täubling das Hügelland, der höchste Nachweis stammt aus Campo (Blenio), wo der Pilz auf 1400 m Höhe gefunden wurde.

## Systematik
Das Taxon wurde 1931 durch Julius Schäffer neu benannt, nachdem er es bereits 1929 unter dem vieldeutigen, auf Jean-Baptiste de Lamarck zurückgehenden Namen Russula furcata (Gabel-Täubling) beschrieben hatte. Dies begründete er mit den Worten: "Ich finde aber wenig Geschmack daran, zu sieben bereits vorhandenen Deutungen des Namens furcata eine achte zu fügen, die nicht besser beweisbar ist."
Ein Synonym für Russula parazurea ist Russula palumbina subsp. parazurea. P. Konrad und A. Maublanc sahen 1935 in Schäffers neu beschriebener Art nur eine Unterart des Taubentäublings und stufen ihn als Russula palumbina subsp. parazurea zur Unterart herab (für den Taubentäubling wurde damals das Epitheton palumbina anstatt des heute üblichen grisea verwendet).

### Stellung innerhalb der Gattung
Der Blaugrüne Reif-Täubling wird in die Subsektion Griseinae gestellt, einer Subsektion der Sektion Heterophyllea. Die Subsektion enthält mittel- bis große Arten mit grauem, grünem, violettem oder olivfarbenem Hut. Die an sich mild schmeckenden Pilze haben leicht schärfliche Lamellen, ihr Sporenpulver ist cremefarben bis ocker.

### Formen und Varietäten
Folgende Formen und Varietäten vom Blaugrünen Reif-Täubling wurden beschrieben:
| Varietät                                                                | Autor   | Beschreibung |
| ----------------------------------------------------------------------- | ------- | --- |
| Russula parazurea f. dibapha                                            | Romagn. | Die Huthaut ist ziemlich samtig oder völlig bereift, mit variableren Farben als der Typ. Der Stiel ist fein runzelig und grau oder grauviolett getönt. Hyphen-Endzellen manchmal mit irregulären, dickendigen oder teilweise puzzleförmigen Zellen. Die Form kommt unter Nadelbäumen vor, bevorzugt unter Kiefern. |
| Russula parazurea f. purpurea                                           | Singer  | Hut mit mehr lila und purpurvioletten Tönen, als der Typ. |
| Russula parazurea var. ochrospora (Russula ochrospora (Nicolaj) Quadr.) | Nicolaj | Hut 5–7 cm, grau oliv oder blaugrün mit oft ledergelber Mitte. Lamellen mehr oder weniger entfernt stehend, cremefarben bis ocker. Der Stiel ist weiß, erst voll, dann schwammig, ohne besonders ausgeprägte Rindenschicht. Die Eisensulfatreaktion schwach, Guajak-Reaktion ohne charakteristische Ausprägung. Die Sporen sind 8–9(10) µm lang und 6,5–7,5(8,5) µm breit, netzig oder fast netzig. Die Zystiden sind 75–90 µm × 8–11 µm lang und breit. Die Pileozystiden sind 4–8 breit und mehr oder weniger appendikuliert, das heißt mit einem angehängten Spitzchen versehen. Die Hyphen-Endzellen sind sehr variabel mit mehr oder weniger kurzen Gliedern, aber die Enden sind immer verlängert und verschmälert. Die Varietät wurde von L. Quadraccia 1985 zur Art erhoben. Man findet den Täubling unter thermophilen Laubbäumen und in Eichengebüschen. |

Der Bleibraune Täubling (Russula plumbeobrunnea) wurde erst 2010 durch W. Jurkeit und W. Schößler beschrieben. Anhand phylogenetischer Untersuchungen wurde jedoch festgestellt, dass das Taxon mit Russula parazurea identisch ist, obwohl er sich mikroskopisch durch die dickeren, septierten und wenig ausspitzenden Haare (Epicutishyphen) in der Huthaut und die keuligeren Pileozystiden deutlich unterscheidet. Der Name Russula plumbeobrunnea ist demnach ungültig.

## Bedeutung
Der Blaugrüne Reif-Täubling ist essbar. Er schmeckt mild, doch in den Lamellen oft auch schärflich. Wie auch bei anderen Täublingen verliert sich die Schärfe aber bei der Zubereitung.